# 宇宙団
宇宙団（うちゅうだん）は、日本のバンド。2014年頃、東京にて結成。

## 略歴
- 2015年
  - 3月 - ミニアルバム「オトメダマ」リリース。
- 2016年
  - 3月 - 会場限定シングル「小躍りポップネス/インベーダー」をリリース。
  - 7月 - Ba.大藤が脱退。アキカワノが加入。
- 2017年
  - 1月 - 1stフルアルバム「星眠る島」をリリース。
- 2018年
  - 1月 - アルバムプロデューサーにいちろー（wagamama / ex.東京カランコロン）を迎え、2ndアルバム「それなりのつよがり」をリリース。
- 2019年
  - 12月 - 会場限定シングル「ユートピア/凡凡ガール」をリリース。

- 2020年
  - 11月 - 西永福JAMにおける【宇宙団ワンマンライブ「エール！」〜あきちゃん卒業SP〜】をもってBa.アキカワノが卒業。
- 2021年
  - 2月 - 新メンバーにGt.Vo.コンノ（ex.本棚のモヨコ）、サポートメンバーにBa.高のしま（ex.午前3時と退屈）を迎え、5人体制となる。シングル「スッテハイテ」を配信リリース。
  - 9月 - サポートBa.高のしまが正式加入。「いつかは」を配信リリース。
- 2022年
  - 9月 - シングル「霞」を配信リリース。
- 2023年
  - 3月 - 3rdフルアルバム「円盤ヒッチハイク」をリリース。新代田FEVERにてリリース記念ワンマンライブを開催。
  - 11月 - シングル「わっしょいダンシング」を配信リリース。

- 2024年
  - 8月 - シングル「銭湯」を配信リリース。

## ディスコグラフィ

### ミニアルバム
- オトメダマ　ライブ会場限定ミニアルバム(2015年3月30日)

### アルバム
- 1st 星眠る島 2017年1月11日
- 2nd それなりのつよがり  2018年1月17日
- 3rd 円盤ヒッチハイク 2023年3月29日
- 4th 銀河トリップ 2025年8月13日

### シングル
- 小躍りポップネス/インベーダー　ライブ会場限定シングル(2016年3月6日)
- ユートピア/凡凡ガール　ライブ会場限定シングル(2018年12月9日)
- エンドロール　配信限定シングル(2020年2月2日)
- スパーク 配信/ライブ会場限定シングル(2020年6月10日)
- スッテハイテ　配信限定シングル(2021年3月13日)
- いつかは 配信限定シングル(2021年9月12日)
- 霞 配信限定シングル(2022年9月17日)
- わっしょいダンシング 配信限定シングル(2023年11月1日)
- 銭湯 配信限定シングル(2024年8月14日)
- カンフー指南 配信限定シングル(2025年6月25日)

## 主なライブ
ワンマンライブ・主催(共催)イベント
| 日程           | タイトル                                                         | 会場                           | 備考                                                                                         |
| -------------- | ---------------------------------------------------------------- | ------------------------------ | -------------------------------------------------------------------------------------------- |
| 2017年1月20日  | 宇宙団1stフルアルバム『星眠る島』レコ発企画                      | 新宿Nine Spices                | w/東京パピーズ/内村イタル/GRASAM ANIMAL/UlulU                                                |
| 2018年1月19日  | 宇宙団2nd full album『それなりのつよがり』release mini party!!   | 下北沢mona records             | w/ふるかわののこ/UlulU                                                                       |
| 2018年1月31日  | 宇宙団2nd full album『それなりのつよがり』release party!!        | 新宿Motion                     | w/羊文学/いちろーとせんせい(from東京カランコロン)/FINLANDS                                   |
| 2018年4月22日  | 宇宙団2nd full album『それなりのつよがり』release party final !! | 渋谷LUSH                       | w/モーモールルギャバン/Laura day romance/THIS IS JAPAN                                       |
| 2018年7月22日  | 宇宙団Pre. 2MAN LIVE! "KAWAII SUMMER NIGHT"                      | 新宿Motion                     | w/C'mon C'mon                                                                                |
| 2018年12月9日  | 宇宙団「ユートピア/凡凡ガール」 release party!!                  | 新宿SAMURAI                    | w/永原真夏＋SUPER GOOD BAND/SESAME/Koochewsen/Art Theater Guild                              |
| 2019年1月27日  | 宇宙団「ユートピア/凡凡ガール」release party!! vol.2             | 西永福JAM                      | w/時速36km/Bakyun the everyday/ナツノムジナ/No Buses/奮酉/UlulU/Teenager Kick Ass            |
| 2019年2月23日  | 宇宙団「ユートピア/凡凡ガール」 release party final!!            | 新宿Motion                     | ワンマン公演                                                                                 |
| 2019年8月20日  | 宇宙団Pre.「かかってきなサマー！」                               | 下北沢BASEMENT BAR,下北沢THREE | w/UlulU/奮酉/sympathy/カネヨリマサル/Lucie,too/春ねむり/ポップしなないで/Bakyun the everyday |
| 2020年2月16日  | 宇宙団『エンドロール』リリースライブ                             | 新宿SAMURAI                    | w/sympathy/スライディングが普通の歩き方                                                      |
| 2020年11月14日 | 宇宙団ワンマンライブ「エール！」〜あきちゃん卒業SP〜             | 西永福JAM                      | ワンマン公演                                                                                 |
| 2021年3月13日  | 新宇宙団誕生                                                     | 西永福JAM                      | w/奮酉                                                                                       |
| 2021年9月19日  | 宇宙団「いつかは」リリース＆Ba.高のしま加入記念企画「MANTEN!!」  | 渋谷LUSH                       | w/メレ/sympathy                                                                              |
| 2023年3月29日  | 宇宙団pre.”MANTEN!! Vol.2”〜『円盤ヒッチハイク』Release Party!!  | 新代田FEVER                    | ワンマン公演                                                                                 |
| 2023年7月31日  | 宇宙団×毎晩揺れてスカート『混ぜるなキケン』                      | 下北沢SHELTER                  | w/毎晩揺れてスカート                                                                         |
| 2023年11月12日 | 宇宙団pre.「踊れば都」                                           | 西永福JAM                      | w/POP ART TOWN                                                                               |
| 2024年1月6日   | 宇宙団 新春ゆるワンマン『福福』                                  | 下北沢近松                     | ワンマン公演                                                                                 |
| 2024年3月31日  | 宇宙団pre.『贅沢』                                               | 西永福JAM                      | w/Ezoshika Gourumet Club                                                                     |
| 2024年8月30日  | 宇宙団pre.『贅沢vol.2』〜New single"銭湯"release party〜         | 新代田FEVER                    | w/HINTO                                                                                      |
| 2024年9月21日  | 宇宙団pre.『宴会』〜New single"銭湯"release after party〜        | 蒲田温泉                       | w/daisansei,飲んだくれday&night                                                              |
| 2025年1月11日  | 宇宙団 新春ゆるワンマン『福福』                                  | 下北沢近松                     | ワンマン公演                                                                                 |